# 朴南哲 (1988年生のサッカー選手)
朴南哲（Pak Nam-chol、1988年10月3日 - ）は、北朝鮮のサッカー選手。元北朝鮮代表。ポジションはディフェンダー。

## 来歴
2007年に北朝鮮代表デビュー。44年ぶりの出場となった2010 FIFAワールドカップのメンバーにも選ばれた。翌年のAFCアジアカップ2011ではグループステージ全3試合に出場した。2012年までに36試合に出場、1得点をあげた。

## 代表歴

### 出場大会
- 北朝鮮代表
  - 2010 FIFAワールドカップ

### 試合数
- 国際Aマッチ 36試合 1得点（2007年-2012年）[1]

| 北朝鮮代表 | 国際Aマッチ | 国際Aマッチ |
| 年         | 出場        | 得点        |
| ---------- | ----------- | ----------- |
| 2007       | 2           | 0           |
| 2008       | 4           | 0           |
| 2009       | 3           | 1           |
| 2010       | 4           | 0           |
| 2011       | 13          | 0           |
| 2012       | 10          | 0           |
| 通算       | 36          | 1           |